# Arhopala sosias
Arhopala sosias är en fjärilsart som beskrevs av Hans Fruhstorfer 1914. Arhopala sosias ingår i släktet Arhopala och familjen juvelvingar. Inga underarter finns listade i Catalogue of Life.